# Batalla de Bratislava (907)
La batalla de Pozsony (en húngaro: pozsonyi csata) o de Bratislava enfrentó el 4 de julio de 907 a un ejército húngaro comandado por el gran príncipe Árpad contra las tropas germánicas de la Francia Oriental, encabezadas por Luis IV de Alemania. La batalla fue una victoria húngara que les aseguró el territorio que habían conquistado.

## Antecedentes del conflicto
Las tropas seminómadas que componían el principado de Hungría habían llegado a Europa y se disponían a saquear e incendiar aldeas de la Francia Oriental (lo que sería posteriormente el Sacro Imperio Romano Germánico). El gran príncipe Árpad se hallaba a la cabeza de las tropas y finalmente chocó contra los ejércitos del rey Luis el Niño en la ahora conocida como batalla de Bratislava.

## La batalla
En la actual Bratislava (anteriormente Pozsony, una ciudad antigua húngara) tuvo lugar dicha contienda. Los húngaros estaban decididos a extender sus dominios hacia el río Enns, y precisamente luego de este enfrentamiento, que daría la victoria a los húngaros, sus dominios llegaban hasta más allá del río (hacia el Oeste). Las tropas germánicas se vieron forzadas a huir, e incluso el príncipe de Baviera y el obispo Theotmar de Salzburgo cayeron en la batalla.
Después de la contienda, los húngaros aseguraron el territorio que habían conquistado, los cuales pretendía el emperador germánico anexionar a sus dominios.